# District de Colquepata
Le district de Colquepata est l’un des six districts de la province de Paucartambo.
Son chef-lieu est la municipalité de Colquepata.